# Sztankovits János
Sztankovits János (Léva, 1781. június 2. – Győr, 1848. március 7.) győri püspök 1838-tól haláláig, udvari tanácsos, a vecsei praedialis szék főispánja.

## Élete
Nagyszombatban végezte tanulmányait, majd 1804-ben a bécsi Pázmáneum növendéke lett. 1806-tól Nagyszombatban az egyháztörténelem tanáraként működött, 1816-tól az egyházjogot is tanította. 1818-ban győri tiszteletbeli kanonokká nevezték ki. Győrött a seminarium rektora volt, 1821-ben pedig valóságos kanonok is lett. Később 8 éven át a papnevelő és lyceum igazgatója, illetve a Győrmegyei Árvák Bizottságának elnöke volt. 1829-től a tatai címzetes apáti, királyi táblai prelátusi, káptalani követi, magyar királyi helytartósági tanácsosi, és a magyar királyi udvari kancelláriai referendáriusi méltóságokat töltötte be. 1832-ben bosoni választott püspök, illetve 1837-ben váci nagyprépost volt. Még ebben az évben a győri püspöki méltóságra emelték, és 1838-ban be is iktatták Győrött.
Sztankovits mint a püspöki könyvtár alapítója szerzett hírnevet, egyben neves zenepártoló volt. (Fáy Istvánnal népdalokat gyűjtött.) 10 évnyi kormányzás után ugyancsak Győr városában fejezte be az életét 1848-ban.

## Művei
1. Oratio funebris, quam in solemnibus dni Leopoldi Mar. Somogy de Perlak, episcopi Sabariensis... dixit. Sabariae, 1822
2. Keresztény beszéd... Szent István ünnepén... Bécsben aug. 23. 1829. Győr
3. Oratio funebris, quam in solemnibus exequiis Emin ac Rev... cardinalis principis Alexandri a Rudna et Divék, Ujfalu... die 25. Octobr. 1831. Strigonii dixit, Strigonii.
4. Alkalmi beszéd Kopácsy József herczegprimás székfoglalója alkalmával... 1839